# Fars

Die Provinz Fars mit den Verwaltungsbezirken (Stand 2017)

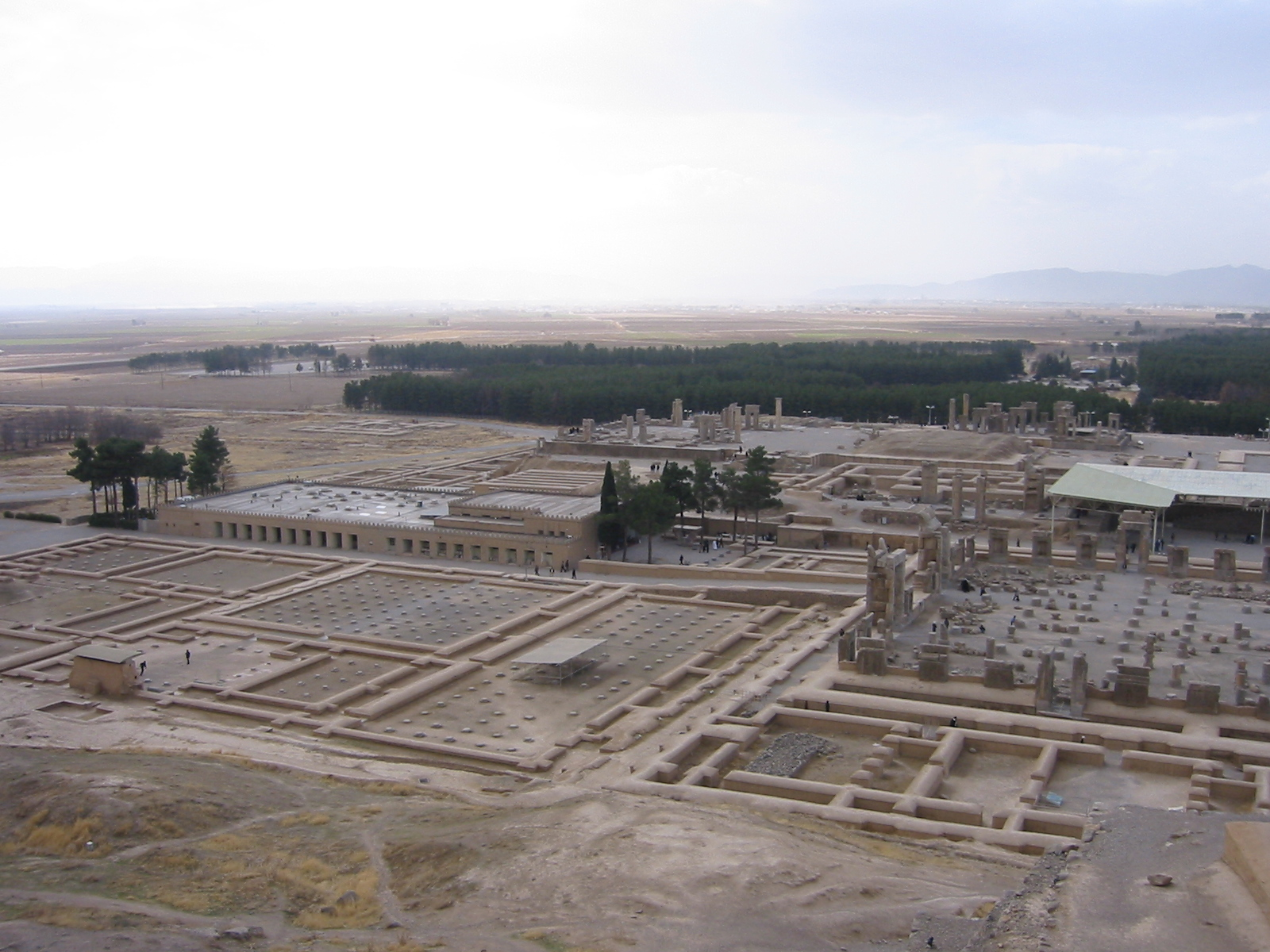
Die antike Hauptstadt der Perser: Persepolis

Die Provinz Fars (persisch فارس Fārs) mit der Hauptstadt Schiras ist die in Süd-Iran gelegene zentrale Südprovinz des heutigen Iran und war schon vor 3000 Jahren als Persis (bzw. Parsa) das Kernland des Perserreichs. Zwei mächtige altpersisch-antike Königshäuser stammen von hier: die Achämeniden (559 bis 330 v. Chr.) und die Sassaniden (224 bis 651).
In der Provinz leben 4.851.274 Menschen (Volkszählung 2016). Die Provinz umfasst 122.608 Quadratkilometer und hat eine Bevölkerungsdichte von 40 Einwohner pro Quadratkilometer.

## Geographie
Fars ist zwar nur eine der 31 heutigen Provinzen, nimmt aber etwa 10 Prozent der Fläche Irans ein. Seine Grenzen liegen etwa 400 bis 1000 km südlich von Teheran zwischen dem Kuhrud- und Zagros-Gebirge (bis 4300 bzw. 4500 m hoch), wodurch das Klima relativ mild ist. Den größten Anteil an der Bevölkerung der Provinz stellen Perser, Luren und Qaschqai. Kleinere Anteile entfallen auf Kurden und Bachtiaren sowie Angehörige turkmenischer Stämme.

## Verwaltungsgliederung
Die Provinz Fars gliedert sich in 23 Verwaltungsbezirke (Schahrestan):
| - Abadeh - Arsandschan - Bavanat - Chorrambid - Darab - Eqlid - Estahban - Faraschband - Fasa - Firuzabad - Gerasch - Dschahrom - Kavar - Kazerun - Kherameh | - Khondsch - Lamerd - Larestan - Mamasani - Marvdascht - Mehr - Neyriz - Pasargad - Qir-o-Karzin - Rostam - Sarvestan - Sepidān - Schiras - Zarrindasht |

## Geschichte
Ab dem 8. Jahrtausend v. Chr. sind in Fars an über 20 Orten durch Menschen gefertigte Objekte nachgewiesen. Es handelt sich um Werkzeuge aus Stein und Obsidian, die architektonischen Elemente Chineh (Wand aus Ton mit menschlichen Händen geformt) und Lehmziegel, Keramiken, Tier- und Menschenfiguren, polierte Steine und Objekte aus Ton. Über die verwendeten Werkzeuge kann im späten Neolithikum eine Verschiebung von der Jagd zum Anbau von Getreide und einer zunehmenden Bedeutung der Ziegen-, Schaf- und Rinderhaltung beobachtet werden. Um 5500 v. Chr. war die gesamte Region Fars von Bauern bewohnt, die in kleinen Dörfern in den Ebenen lebten, auf ihren Feldern eine Reihe von domestizierten Getreidesorten anbauten und als Hirten mit ihren Schaf- und Ziegenherden in täglichen und saisonalen Bewegungen umherzogen.
Die Wirtschaft der Siedlung in Fars in der frühen Kupfersteinzeit war im Wesentlichen eine Konsolidierung des Systems, das im vorangegangenen Neolithikum entstanden war. Es ist umstritten, ob die Bewohner von Fars im 5. Jahrtausend v. Chr. sesshaft waren oder sich als Nomaden den saisonalen Bedingungen anpassten. Es ist durchaus möglich, dass die Siedlungen eine flexible wirtschaftliche Strategie verfolgten, die sich den Umwelt- und Klimabedingungen anpassten. In manchen Jahren hatte der Ackerbau mehr Gewicht, der einen Überschuss generierte, während in anderen Jahren die Menschen mehr Zeit und Energie auf saisonale Wanderungen mit ihren Herden aufwandten.
Wie in den anderen Regionen Irans zeigt sich in Fars während der Kupfersteinzeit eine stetig ansteigende Komplexität in sozialen, wirtschaftlichen und politischen Bereichen der Gesellschaft. Sie äußert sich in den Siedlungsformen, in neuen Technologien und Produktionen, dem Handel auf weite Distanzen und den Anfängen von Verwaltungen. Das 5. Jahrtausend v. Chr. wird für Fars traditionell als Bakun-Periode (frühe, mittlere und späte) aufgeführt, benannt nach den ersten Ausgrabungen in Tall-i Bakun. Seitdem gab es im Flussgebiet des Kor weitere archäologische Grabungen (Tall-i Bakun A und B, Tal-i Jari, Tal-i Gap, Tol-i Bashi und Rahmatabad). Verbunden mit regionalen Erhebungen liefern sie eine Chronologie und ein soziales und wirtschaftliches Bild vom Flussgebiet im 5. Jahrtausend v. Chr. In Fars scheint es keine Standorte gegeben zu haben, deren Besiedlung sich über das gesamte fünfte Jahrtausend v. Chr. erstreckte. Das archäologische Bild zeigt ein erhebliches Maß an Siedlungsunterbrechungen und/oder Mobilitäten. Allerdings ist es bemerkenswert, dass nicht weniger als 108 untersuchte Fundstellen im Flussgebiet des Kor eine Siedlungskontinuität vom Neolithikum in die Kupfersteinzeit zeigen. Innerhalb der Siedlung von Tall-i Bakun A mit den Schichten III und IV gibt es Belege für Metallverarbeitung, Keramikproduktion und die umfangreiche Verwendung von Zeichen in Ton, Stempelsiegeln und etwa 140 Tonsiegeln, die mehrheitlich an Türpfosten von Lagerräumen gefunden wurden. Das weist auf die Existenz eines Verwaltungsviertels hin.
Im 4. Jahrtausend v. Chr. fanden wichtige soziale, wirtschaftlichen und politische Entwicklungen statt. Gegen Ende des Jahrtausends zeigen sich Veränderungen in der Keramikproduktion, der Verteilung und dem Verbrauch, der Herstellung von Nahrungsmitteln und dem Tausch und Handel. Während der Lapui-Periode waren die Siedlungen mit weniger als 2 Hektaren relativ klein. Die Periode ist nach den ungefärbten roten Keramiken eines Dorfes im Verwaltungsbezirk Zargan benannt, die an über 100 Orten im Flussgebiet des Kor gefunden wurden. Insgesamt ist aber während der Lapui-Periode ein stetiger Niedergang der Siedlungen im Flussgebiet des Kor zu beobachten, der einen Höhepunkt mit dem Kollaps der Siedlungen in der Bronzezeit um 2800 v. Chr. erreichte. Das Verlassen der Siedlungen kann durch einen erhöhten Salzgehalt des Bodens aufgrund übermäßiger Bewässerung verursacht worden sein, so dass die Nahrungsgrundlagen fehlten. In Tal-i Malyan entwickelte sich dagegen eine komplexe Siedlung im Hochland gegen Ende des Jahrtausends. Der Aufstieg von Malyan fällt mit einem starken Rückgang der ländlichen Besiedlung zusammen. Es ist wahrscheinlich, dass die Bevölkerung von Malyan sich aus den ländlichen Siedlungen der Umgebung zusammensetzte. Dort bestimmte zunehmend eine elitäre Gruppe über das gesamte Spektrum des Handwerks und der Tätigkeiten der Bevölkerung.
| Ungefährer Zeitraum (v. Chr.) | Tol-i Spid (Schicht) | Tol-i Nurabad (Schicht) | Tal-i Malyan (Zeitraum) | Susa Akropolis I (Schicht) |
| ----------------------------- | -------------------- | ----------------------- | ----------------------- | -------------------------- |
| 3140–2930                     | TS18?                | TNA8–6                  | Späte Mittlere Banesh   | Susa IIIA                  |
| 3350–3140                     | TS18?                | TNA10–9                 | Frühe Mittlere Banesh   | Übergang Susa II 17–17X    |
| 3650–3350                     | TS19                 | TNA12a–11               | Initiale/Frühe Banesh   | Susa II 22–18              |
| 4000–3650                     | TS31–20              |                         | Lapui                   | Spätes Susa I 24–23        |

Wichtige archäologische Regionen für die Bronzezeit (3400–1100 v. Chr.) sind das Flussgebiet Kor mit den Ausgrabungsstätten Tal-i Malyan, Darvazeh Tepe und Tal-i Nokhodi, der Verwaltungsbezirk Mamasani  mit den archäologischen Stätten Tol-i Spid und Tol-i Nurabad und die Ebenen von Fasa und Darab mit den archäologischen Stätten Tal-i Vakilabad, Tal-i Zohak und Tepe Jalyan. Während der Bronzezeit ist eine feste Abfolge von Keramikfragmenten feststellbar, die sich in eine Banesh-Periode (3500–2600 v. Chr.) und eine Kaftari-Periode (2200–1600 v. Chr.) unterteilen lässt. Zwischen den beiden Perioden liegt eine Zeitspanne von 400 Jahren, in der die Gegend verlassen war. Für die frühe Eisenzeit sind ebenfalls über Keramikfunde die Zeiträume Qaleh und Shogha-Taimuran nachweisbar. Überlieferungen aus dem Tiefland von Elam und Mesopotamien im späten 3. Jahrtausend v. Chr. beziehen die Region auf Anschan und deren Metropole Tal-i Malyan.
| Ungefährer Zeitraum (v. Chr.) | Archäologische Perioden in Fars      | Archäologische Schicht in Chuzestan | Historische Perioden        |
| ----------------------------- | ------------------------------------ | ----------------------------------- | --------------------------- |
| 1300–1000                     | Qaleh/Mittelelamisch/Shogha-Teimuran | Susa VIII-                          | Mittelelamische Zeit II–III |
| 1600/1500–1300                | Qaleh                                | Susa VII-                           | Mittelelamische Zeit I      |
| 1800–1600/1500                | Späte Kaftari                        | Susa VI                             | Altelamisch/Sukkalmah       |
| 1900–1800                     | Mittlere Kaftari                     | Susa V                              | Altelamisch/Sukkalmah       |
| 2200–1900                     | Frühe Kaftari                        | Susa V                              | Altelamisch/Schimaschki     |
| 2600–2200                     | Übergang Banesh/Kaftari              | SusaI IVA–B                         |                             |
| 2900–2600                     | Späte Banesh                         | SusaI IIIC                          |                             |

Vor den Persern war Fars Teil des elamitischen Reiches. Die elamitische Stadt Anschan wurde im 7. Jahrhundert v. Chr. von den Persern unter Teispes erobert. Als Keimzelle der altpersischen Reiche hat Fars eine große Bedeutung für die Geschichte von Iran. Dies zeigt sich an der Vielzahl antiker Königsresidenzen und Festungen in der Region in der Zeit des Achämenidenreichs. Durch die Jahrtausende hindurch herrschten zahlreiche Dynastien über Fars. Daneben gab es auch lokale Fürstenhäuser, deren Macht auf die Provinz beschränkt war. Nach der Niederlage der Achämeniden gegen Alexander den Großen im 4. Jahrhundert v. Chr. herrschten hier zunächst die Seleukiden (siehe dazu Frataraka). Diese wurden später von den Parthern verdrängt, die ihrerseits im 3. Jahrhundert n. Chr. von den Sassaniden gestürzt wurden. In parthischer Zeit herrschen Kleinkönige unter parthischer Oberherrschaft in Fars. Der Gründer des Sassanidenreichs, Ardaschir I., war der Sohn eines solchen Lokalherrschers namens Papak, der sich in den 220er Jahren erfolgreich erhob. In sassanidischer Zeit blieb Fars ein wichtiger Teil des Reichs. Im siebten Jahrhundert eroberten die muslimischen Araber ganz Iran. Ab der islamischen Zeit verlagerte sich Fars’ Zentrum von Istachr nach Schiras. Nebenbei etablierte sich die arabische Bezeichnung Fars als Name der Region und löste so das alte Parsa (bzw. Pārs) ab. Schiras wurde eine Residenzstadt arabischer Emire. Von hier aus herrschten ab dem 9. Jahrhundert die aus Dailam stammenden Buyiden, die dann im 11. Jahrhundert von den Seldschuken besiegt wurden. Mit der Schwächung der seldschukischen Zentralmacht etablierten sich lokale Fürsten- und Königtümer. So auch in Fars, wo die Salghuriden zwischen dem 11. und 13. Jahrhundert als Atabegs herrschten. Nach ihnen kamen die mongolischen Ilchane. Doch das Reich der Ilchane zerbrach Mitte des 14. Jahrhunderts in mehrere kleinere Reiche. Fars und das restliche Südiran wurde dann von den Muzaffariden beherrscht. Im 16. Jahrhundert wurde Fars schließlich Teil des safawidischen Reiches; seitdem gab es keine unabhängigen Reiche mehr in Fars.

## Teppichproduktion
Fars ist ein traditionelles Zentrum der Produktion von sogenannten „Perserteppichen“. Sie werden in unterschiedlichen Mustern meist aus Wolle, Seide und Baumwolle hergestellt. Bekannte Varietäten sind Kaschgai und Gabbeh. 2010 wurde die „traditionelle Kunst des Teppichknüpfens“ in Fars und in Kashan (Kaschanteppiche) in die UNESCO-Liste des immateriellen Kulturerbes der Menschheit aufgenommen.

## Sehenswürdigkeiten
Die zentral gelegene Großstadt Schiras ist eine der schönsten persischen Städte und wegen ihres milden Klimas für ihre Gartenkultur berühmt. Man nennt sie wegen des Blumenreichtums und der berühmten Rosenzüchtungen den Garten Irans. Auch beliebte Rebsorten wachsen auf den Bergen rings um die Stadt. Der achteckige Pavillon des Pars-Museums beschreibt die Region und ihre Dynastien.
In Schiras sind zwei der berühmtesten Dichter Persiens in anmutigen Mausoleen am Stadtrand begraben: Hafis (Hafez, 1320 bis 1398) und Saadi (1184 bis 1282). Neben Hafez wirkte hier auch der Mathematiker und Astronom Omar Chayyām.
Auf einer Hochebene 50 km nordöstlich liegt Persepolis, die antike Hauptstadt des Perserreiches. Sie wurde von Dareios I. im 6. Jahrhundert v. Chr. gegründet, aber 331 vom Heer Alexander des Großen in Brand gesteckt. Von den Palastanlagen, der Apadana-Säulenhalle und anderen Bauwerken ist auf einer großen, künstlich angelegten Plattform noch vieles zu sehen. Auch die noch ältere Residenzstadt Pasargadae liegt in der Region Fars, deren frühere Grenzen an die persischen Provinzen Yazd und Chorasan grenzten, den Zentren der Zarathustra-Religion bzw. der antiken Wissenschaft.

## Hochschulen (englisch)

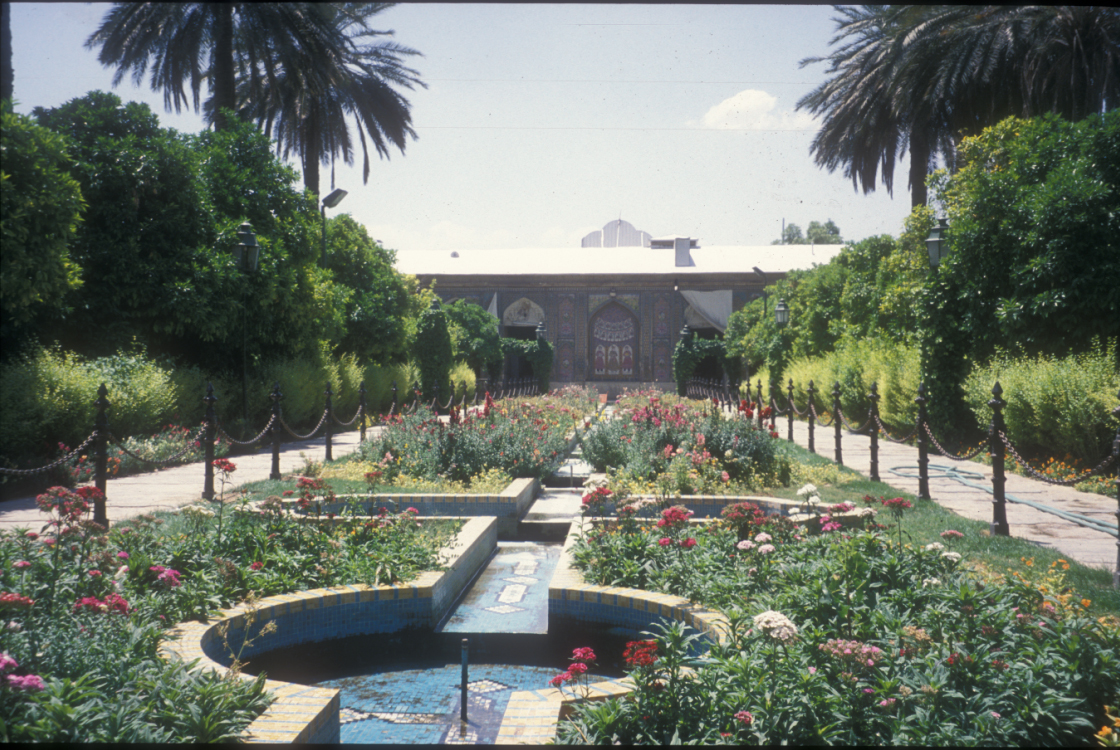
Ghavam-Haus, früher Sitz des Shiraz University Asia Institute, heute Museum

- Shiraz University of Medical Sciences
- Shiraz University
- Shiraz University of Technology
- National Azad University of Abadeh
- National Azad University of Arsanjan
- National Azad University of Estahban
- National Azad University of Eghlid
- National Azad University of Jahrom
- National Azad University of Sepidan
- National Azad University of Shiraz
- National Azad University of Fasa
- National Azad University of Firouzabad
- National Azad University of Kazerun
- National Azad University of Larestan
- National Azad University of Marvdasht
- Fasa University of Medical Sciences
- Jahrom University of Medical Sciences
- Shiraz University of Applied Science and Technology